# Electronic Enlightenment
Electronic Enlightenment (EE), „elektronische Aufklärung“, ist eine Volltextdatenbank der Korrespondenz wichtiger Persönlichkeiten aus dem Zeitalter der Aufklärung. Sie wird seit 2008 an der Bodleian Library erarbeitet, von der Mellon-Foundation subventioniert und von der Oxford University Press (OUP) kommerziell vertrieben.
Bis Sommer 2022 ist sie auf 79.254 Briefe und Dokumente von 10.232 Korrespondenten angewachsen. Sie wurde 2008 zum ersten Male im Internet veröffentlicht und wird seitdem laufend erweitert.

## Suchmöglichkeiten
EE ermöglicht eine Stichwortsuche über den gesamten Datenbestand. Es gibt Sucheinstiege über Namen, Beruf, Nationalität, Lebensdaten, Geschlecht, Sprache, Absender, Adressat, Datum, Ort, Quelle und Bestandsnachweise.
Diese digitale Datenbank stellt ein für frühere Philologen-Generationen unvorstellbares revolutionäres Suchinstrument dar, das nicht nur Romanisten ungeahnte neue Möglichkeiten in der literarischen Forschung eröffnet.

## Inhalte
Die meisten Texte sind in englischer und französischer Sprache gehalten, der Rest verteilt sich auf Deutsch, Griechisch, Italienisch, Latein, Niederländisch, Portugiesisch, Russisch, Spanisch und Schwedisch. Die digitalisierten Volltexte sind mit Querverweisen, biographischen Angaben und zahlreichen editorischen Anmerkungen versehen.
EE enthält die gesamte Korrespondenz Voltaires im Volltext. Alle 21.222 Briefe der 51 Bände umfassenden Besterman-Printedition. liegen als kostenpflichtiges Digitalisat vor. Sie können nach diversen Kriterien durchsucht, kopiert und ausgedruckt werden. Neu entdeckte Briefe werden kontinuierlich hinzugefügt.
EE erlaubt auch den Zugriff im Volltext auf 2.877 Briefe der Korrespondenz Jean-Jacques Rousseaus.

## Auszeichnung
Das Projekt wurde 2010 von der British Society for Eighteenth-Century Studies (BSECS) ausgezeichnet.
In Deutschland ist der kostenfreie Zugriff auf diese Datenbank an manchen Universitätsbibliotheken möglich. Außerhalb der Institute ist der Zugang gebührenpflichtig.

## Das Projekt «Tout Voltaire»
Teil des Electronic Enlightenments ist das Projekt « Tout Voltaire », eine Datenbank, die von der Oxforder Voltaire Foundation in Zusammenarbeit mit der University of Chicago entwickelt und unterhalten wird. Die Nutzung dieser philologischen Volltext-Suchmaschine, welcher die Software zugrunde liegt, ist gebührenfrei. « Tout Voltaire » erlaubt die Suche nach allen Schriften Voltaires und führt den Nutzer bis zum Volltext hin.